# قلعه ابراهیم‌آباد رستاق
قلعه ابراهیم‌آباد رستاق مربوط به سدهٔ ۷ و ۸ ه.ق است و در شهرستان اشکذر، روستای ابراهیم‌آباد واقع شده و این اثر در تاریخ ۱۵ آذر ۱۳۷۸ با شمارهٔ ثبت ۲۵۳۸ به‌عنوان یکی از آثار ملی ایران به ثبت رسیده است.